# Don Diego (Perú)
Don Diego es un caserío peruano ubicado en el distrito de Lancones, perteneciente a la provincia de Sullana del departamento de Piura, al norte del Perú. 

## Ubicación
Don Diego se ubica al noreste de la provincia de Sullana, en el distrito de Lancones, en el departamento de Piura.

## Demografía
En 2017 Don Diego tenía una población de 24 habitantes.
| Gráfica de evolución demográfica de Don Diego entre 1993 y 2017 |
|                                                                 |
| Fuentes: Población 1993 y 2017                                  |